# Klub Zachowawczo-Monarchistyczny
Klub Zachowawczo-Monarchistyczny – polska organizacja, która w pierwszych dekadach działalności miała charakter tradycjonalistyczny, kontrrewolucyjny, konserwatywny i katolicki, następnie zaś, w okresie prezesury Adama Wielomskiego, odcinała się od idei monarchistycznych.

## Historia
KZ-M został założony 7 marca 1988 przez następujące osoby: Paweł Czerwonkowski, Dorota Danowska, Justyna Drzewiecka, Artur Górski, Adam Gwiazda i Andrzej Kaźmierowski. Rejestracja jako stowarzyszenie doszła do skutku 10 stycznia 1990. Doktryna KZ-M, nazywana była konserwatyzmem integralnym. W ciągu dwóch pierwszych dekad działalności KZ-M był organizacją metapolityczną i ideową, nie zajmującą się bieżącą polityką, lecz stawiającą sobie za główny cel promowanie idei konserwatywnych w życiu społecznym, założeń wolnorynkowych w gospodarce oraz tradycjonalizmu katolickiego w polskim narodzie. KZ-M uważał się za ideowego i organizacyjnego spadkobiercę założonego w Krakowie 7 marca 1926 r. Klubu Zachowawczo-Monarchistycznego, którego poprzednikiem było założone 29 października 1922 r. Stronnictwo Zachowawcze.
Organem klubu jest pismo Pro Fide Rege et Lege (łac. „Za Wiarę, Króla i Prawo”) - wydawane obecnie w formie półrocznika. Na jego łamach nie są już promowane idee monarchistyczne, lecz publikowane artykuły poświęcone zagadnieniom myśli politycznej, zwykle ujęte w bloki tematyczne.
Klub jest także właścicielem internetowego Portalu Myśli Konserwatywnej - konserwatyzm.pl - łączącego cechy gazety codziennej i pisma formacyjnego, oraz współpracuje m.in. z pismami „Najwyższy Czas!” i „Myśl Polska”.

## Idee fundamentalne Klubu

### Antydemokratyzm
Klub określa siebie jako organizację antydemokratyczną, ze względu na to, że demokracja „zanegowała naturalny porządek rzeczy o pochodzeniu władzy od Boga, wprowadzając w to miejsce irracjonalną teorię immanentnego pochodzenia władzy od samych rządzonych”. Klub głosi, że nie można skutecznie zarządzać państwem „w sytuacji bezustannych walk partii o władzę, w atmosferze chronicznych kryzysów gabinetowych, przepychanek partyjnych, nieustających afer, korupcji, nacisków różnorakich lobby krajowych i zagranicznych”. Według manifestu Rady Głównej KZ-M: „Kontrrewolucja XXI wieku. Idee Fundamentalne” - „państwo demokratyczne jawi się (...) jako zagroda bez gospodarza, gdzie każdy może wejść i zniszczyć lub zabrać ze sobą to, co mu się tylko spodoba”. Klub popiera ustroje autorytarne, skonstruowane w poszanowaniu dla prawa naturalnego, lecz „w warunkach obecnego despotyzmu wolności i jego materialno-medialnej przewagi wszelkie precyzyjne planowanie ustroju po demokracji uważa za bezproduktywne i przedwczesne, a przede wszystkim za niezgodne z zasadą konserwatywnego sceptycyzmu co do politycznego konstruktywizmu”. Klub identyfikował się z monarchizmem na poziomie metapolitycznym. Monarchizm „należy więc traktować jako wyraz radykalnego sprzeciwu wobec demokracji bezmyślnie igrającej Religią, Państwem, Tradycją i Własnością”. Jak stwierdził prezes KZ-M Adam Wielomski: „Wbrew swojej nazwie, nawiązującej do przedwojennej prawicowej organizacji, nie skupiamy się na problemie restauracji monarchii w Polsce”.

### Antysocjalizm
Przez kilka pierwszych dekad swojej działalności KZ-M był usytuowany na pozycjach antysocjalistycznych, gdyż „idea suwerenności ludu prowadzi do narastania postaw roszczeniowych tłumu podsycanych przez demagogów. Masa uwierzywszy w swoją rzekomą suwerenność traktuje demokrację jako narzędzie do redystrybucji własności na swoją korzyść”. Klub uważał własność prywatną za nienaruszalną, a jej uprawomocnienie dostrzega „tak w przykazaniach Dekalogu, jak i w tym, że stanowi naturalny owoc pracy ludzkiej”. Proces redystrybucyjny prowadzi do wzrostu podatków, rozrostu etatyzmu i mnożenia urzędów. Demoliberalizm współczesny definiowany był przez KZ-M jako „system polityczny, gdzie pod pozorem ideologii indywidualizmu codziennie postępuje socjalizm, zagrażający wolności jednostki i rodziny”. W manifeście programowym mowa była o „agresji biurokracji w życie każdego z nas, przed czym nie chronią żadne deklamacje o prawach człowieka”. Korzeni socjalizmu KZ-M upatrywał w samej idei demokratycznej, zaznaczając, że „nie można być konsekwentnym antysocjalistą, nie będąc antydemokratą”. Zdaniem członków Klubu, zamiast bronić wolności jednostki przed zaborczym państwem, demokracja parlamentarna stała się współcześnie „motorem zamachu na własność prywatną i wolność gospodarczą”.
Linia programowa zmieniła w okresie prezesury Adama Wielomskiego, w tym czasie na stronie konserwatyzm.pl zaczęto publikować artykuły pozytywnie oceniające gospodarkę socjalistyczną Polskiej Rzeczpospolitej Ludowej (Panasiuk: Społeczne dziedzictwo PRL), a także istnienie Związku Sowieckiego i jego dominację nad Polską (Rękas: To my jesteśmy ci źli?).
Sam Adam Wielomski odcinał się od antykomunizmu, jako przykładu „fałszywej świadomości” (Adam Wielomski, Antykomunizm, Myśl Polska, 25 sierpnia - 1 września 2019 r., nr 35-36, str. 20), i deklarował, że w wyniku ewolucji ideowej zbliżył się do lewicy narodowej.

### Eurosceptycyzm
Klub jest sceptyczny względem obecnych planów jednoczenia Europy. Według manifestu Rady Głównej KZ-M „Europa winna być zjednoczona na gruncie fundamentalnych wartości stanowiących esencję naszej cywilizacji”. Głosi ideę „Europy stanowiącej konfederację suwerennych państw narodowych, (...) bez Komisji Europejskiej, która powstała dla słusznego celu jakim jest znoszenie barier dla gospodarki pomiędzy krajami członkowskimi”, ale według KZ-M „przeistoczyła się w karykaturalne socjalistyczne i biurokratyczne monstrum krępujące gospodarki państw członkowskich setkami zbędnych dyrektyw i przepisów”. Klub nie godzi się na „obligatoryjną zasadę nadrzędności prawa unijnego nad krajowym i na koncepcję, iż państwo członkowskie może zostać przegłosowane przez inne państwa i zmuszone do realizacji polityki, którą postrzega jako sprzeczną ze swoją racją stanu”.

### Katolicki tradycjonalizm
Klub Zachowawczo-Monarchistyczny odwołuje się do przedsoborowego nauczania Kościoła katolickiego i dawnej liturgii, akcentując swoje przywiązanie do mszy trydenckiej. Według Klubu, należy sprzeciwiać się „udzisiejszaniu” Kościoła katolickiego „poprzez jego przystosowanie do relatywizmu cechującego świat demoliberalny”. KZ-M akcentuje rolę Kościoła w dziele zbawienia duszy ludzkiej i podkreśla cywilizacyjne i kulturotwórcze zasługi Kościoła katolickiego w wykształcaniu się narodu polskiego. Według KZ-M nauka Kościoła jest nie do pogodzenia z „ideami 1789 roku oraz antropocentryczną ideologią praw człowieka”. będącymi negacją praw Bożych. Niepokój Klubu budzą też „wszelkie próby demokratyzacji hierarchii eklezjastycznej” oraz sprzeciwia się on „agnostycyzmowi państwa demokratycznego, gdzie nikt nie wie czy prawda w ogóle istnieje lub uważa się ją za niepoznawalną”.

### Kontrowersje
W okresie prezesury Adama Wielomskiego w działaniach KZ-M kontrowersje budzi otwarcie się na lewicę, widoczne m.in. w publikowaniu na Portalu Myśli Konserwatywnej artykułów przeciwników wolnego rynku, działaczy lewicowych partii politycznych, czy też artykułów zwalczających legitymizm i myślicieli kojarzonych z prawicą. W czasie wyborów parlamentarnych 2011 na stronie konserwatyzm.pl promowano kandydatkę z listy Polskiej Partii Pracy. W grudniu 2012 roku rozpoczęto publikację artykułów z poparciem dla polityki Fidela Castro. Publicystą portalu był działacz komunistycznej lewicy Dawid Jakubowski. Aktywnym publicystą portalu jest Konrad Rękas, były działacz Samoobrony i lider partii Zmiana, od 2022 roku autor wielu antyukraińskich i proputinowskich artykułów oraz nagrań.

## Prezesi klubu
Pierwszym Prezesem został Artur Górski, późniejszy poseł na Sejm. Funkcję tę pełnił do marca 2008.
Obecnie Prezesem jest prof. Adam Wielomski, pracujący na Uniwersytecie Kardynała Stefana Wyszyńskiego w Warszawie.